# 凱爾西 (加利福尼亞州)
凱爾西（英語：Kelsey）是位於美國加利福尼亞州埃爾多拉多縣的一個非建制地區。該地的面積和人口皆未知。

## 地理
凱爾西的座標為38°47′56″N 120°49′15″W / 38.79889°N 120.82083°W，而該地的平均海拔高度為586米（即1923英尺）。